# 山名藤幸
山名 藤幸（やまな ふじゆき）は、戦国時代の武将。

## 出自
日野山名氏は本来は山名氏の嫡流であった。初代・山名義幸以降、山名氏惣領の座は退いたものの、伯耆国日野郡一帯には勢力を保持し続け、幕府からも「日野屋形」の公称を許されていた。但馬山名家中心の『山名系図』に記載がないため確証はないが、藤幸は5代当主・山名豊幸の子もしくは孫に当るものと思われる。

## 略歴
室町幕府13代将軍・足利義藤（後の義輝）より偏諱を受け藤幸を名乗る。
一族である伯耆守護家が衰退した後、日野郡にまで進出してきた隣国の尼子氏の下に属したが、永禄年間の初期に毛利氏の下へ離反する。永禄2年（1559年）11月、元尼子方との理由で家臣団より人質を差し出すことを要求されている。尼子氏からの離反後は備後国国人・宮氏に身を寄せた。本拠地であった生山城（日野本城）は当初、尼子氏に掌握されていたが、永禄5年（1562年）6月、宮景盛と共にこれを攻略し、城番であった中井久家･米原綱寛を退却させた。奪回後は、生山城を拠点に毛利氏による尼子勢力の討伐に協力した。永禄6年（1563年）7月には西伯耆北部の尼子勢力を退けるため、杉原盛重ら備後国人衆と共に河岡城･尾高城方面に派遣された。
毛利氏に帰属して以降、日野山名氏はじめ在地領主の日野衆と新たに入った備後国人衆との確執があった為か、永禄12年（1569年）に尼子再興軍による出雲侵攻に呼応し、毛利氏に反旗を翻している。この一連の戦いでは、進氏や日野氏などの日野衆の多くが尼子方として参戦している。しかし、毛利方の宮景盛らに敗北、山名藤幸は戦死した。毛利元就により、宮景盛の二男･景幸が日野山名氏の旧領と家督を相続するよう命じられ、養子として在名から日野氏を称した。また、『伯耆民談記』によれば、日野郡の奥地にある俣野の土居城は藤幸の居城であったというが、これを証明する傍証史料は存在しないため、確証はない。